# Liste der Bodendenkmäler in Mühlhausen (Mittelfranken)
Auf dieser Seite sind die Bodendenkmäler in dem mittelfränkischen Markt Mühlhausen zusammengestellt. Diese Tabelle ist eine Teilliste der Liste der Bodendenkmäler in Bayern. Grundlage ist die Bayerische Denkmalliste, die auf Basis des Bayerischen Denkmalschutzgesetzes vom 1. Oktober 1973 erstmals erstellt wurde und seither durch das Bayerische Landesamt für Denkmalpflege geführt wird. Die folgenden Angaben ersetzen nicht die rechtsverbindliche Auskunft der Denkmalschutzbehörde.

## Bodendenkmäler in Mühlhausen
| Lage                                                 | Objekt | Akten-Nr.     | Bild |
| ---------------------------------------------------- | --- | ------------- | ---- |
| Mühlhausen (Mittelfranken) (Standort)                | Bestattungsplatz vorgeschichtlicher Zeitstellung mit Grabhügel.                                                                                                 | D-5-6230-0006 |      |
| Mühlhausen (Mittelfranken) (Standort)                | Burgstall des Mittelalters (Burgstuhl). | D-5-6230-0007 |      |
| Mühlhausen (Mittelfranken) (Standort)                | Bestattungsplatz vorgeschichtlicher Zeitstellung mit Grabhügel.                                                                                                 | D-5-6230-0008 |      |
| Mühlhausen (Mittelfranken) und Wachenroth (Standort) | Freilandstation des Mesolithikums und Siedlung des Neolithikums.                                                                                                | D-5-6230-0030 |      |
| Mühlhausen (Mittelfranken) (Standort)                | Freilandstation des Mesolithikums und Siedlung des Neolithikums.                                                                                                | D-5-6230-0032 |      |
| Mühlhausen (Mittelfranken) (Standort)                | Burgstall des späten Mittelalters sowie untertägige frühneuzeitliche Befunde im Bereich des Schlosses bzw. Schlossareals Mühlhausen und seiner Vorgängerbauten. | D-5-6230-0100 |      |
| Mühlhausen (Mittelfranken) (Standort)                | Hoch- und spätmittelalterliche sowie frühneuzeitliche Befunde im Bereich der Evang.- Luth. Pfarrkirche (Maria-Kilian-Kirche) und ihrer Vorgängerbauten.         | D-5-6230-0101 |      |
| Mühlhausen (Mittelfranken) (Standort)                | Archäologische Befunde im Bereich der frühneuzeitlichen Synagoge von Mühlhausen und ihres Vorgängerbaus.                                                        | D-5-6230-0102 |      |